# Willa przy ul. Parkowej 2 w Prudniku
Willa przy ul. Parkowej 2 w Prudniku – zabytkowa willa znajdująca się na skraju Parku Miejskiego w Prudniku, przy ulicy Parkowej 2. Funkcjonuje w niej restauracja „Parkowa”.

## Historia
Willa została wzniesiona na terenie, który wcześniej należał do klasztoru kapucynów. Przylegający do niej ogród częściowo obejmował cmentarz klasztorny. Według ksiąg wieczystych, działka, wówczas należąca do Hedwig Rudolph, została zabudowana w 1895. Powstał wówczas „dom mieszkalny z podwórzem, budynkiem stajennym i altaną letnią o wartości użytkowej 1200 talarów”.
W 1900 działkę zakupił miejscowy fabrykant Albert Fränkel, współudziałowiec firmy S. Fränkel (późniejszy „Frotex”). Rozbudował on ją o boczne skrzydła, na których znalazły się tarasy i balkon. Udostępnił mieszkanie na piętrze lekarzowi powiatowemu.
Od 1913 willa należała do syna Alberta – Kurta Fränkla. W 1914 została rozbudowana. Od 1928 do 1932 jej właścicielką była żona Kurta – Rena Fränkel. Następnie willę nabyła Gertrud Duczek z Głogówka. Zakup sfinansował w ramach prezentu ślubnego jej ojciec Josef Kronauer. W 1935 Duczek sprzedała willę rolnikowi i właścicielowi dóbr rycerskich – Maxowi Zigahlowi z Prudnika.
W okresie walk w rejonie Prudnika wiosną 1945 podczas II wojny światowej willa wraz z majątkiem Zigahlów zostały okradzione przez żołnierzy Armii Czerwonej. W willi ulokowano sztab radzieckiego wojska. Budynek został upaństwowiony, a Zigahlowie byli zmuszeni zamieszkać w getcie.
Dzięki pomocy Antoniego Błaszczyńskiego – pierwszego powojennego burmistrza Prudnika i znajomego Maxa Zigahla – rodzinie Zigahlów pozwolono ponownie zamieszkać w willi. W dolnych partiach budynku utworzono przedszkole, siedzibę harcerstwa i zakład energetyczny. W latach 50. XX wieku Zigahlowie odzyskali willę na własność (jako powód zwrotu upaństwowionego mienia podano fakt, że w przeszłości Max Zigahl udzielił pomocy powstańcom śląskim).
Na przełomie lat 50. i 60. XX wieku Zigahl wynajął parter budynku pod działalność restauracji „Parkowa”. Było to wówczas najważniejsze miejsce spotkań towarzyskich w mieście. W latach 80. XX wieku kierowniczką restauracji była Krystyna Świerkosz, a w latach 90. kierował nią Wojciech Marut. Właścicielką willi została córka Maxa Zigahla – Renata Ociepka, a restauracja „Parkowa” kontynuuje działalność do czasów współczesnych.
W 2023 w willi nagrywano sceny do filmu W szachu. Ostatnia rozgrywka.

## Architektura

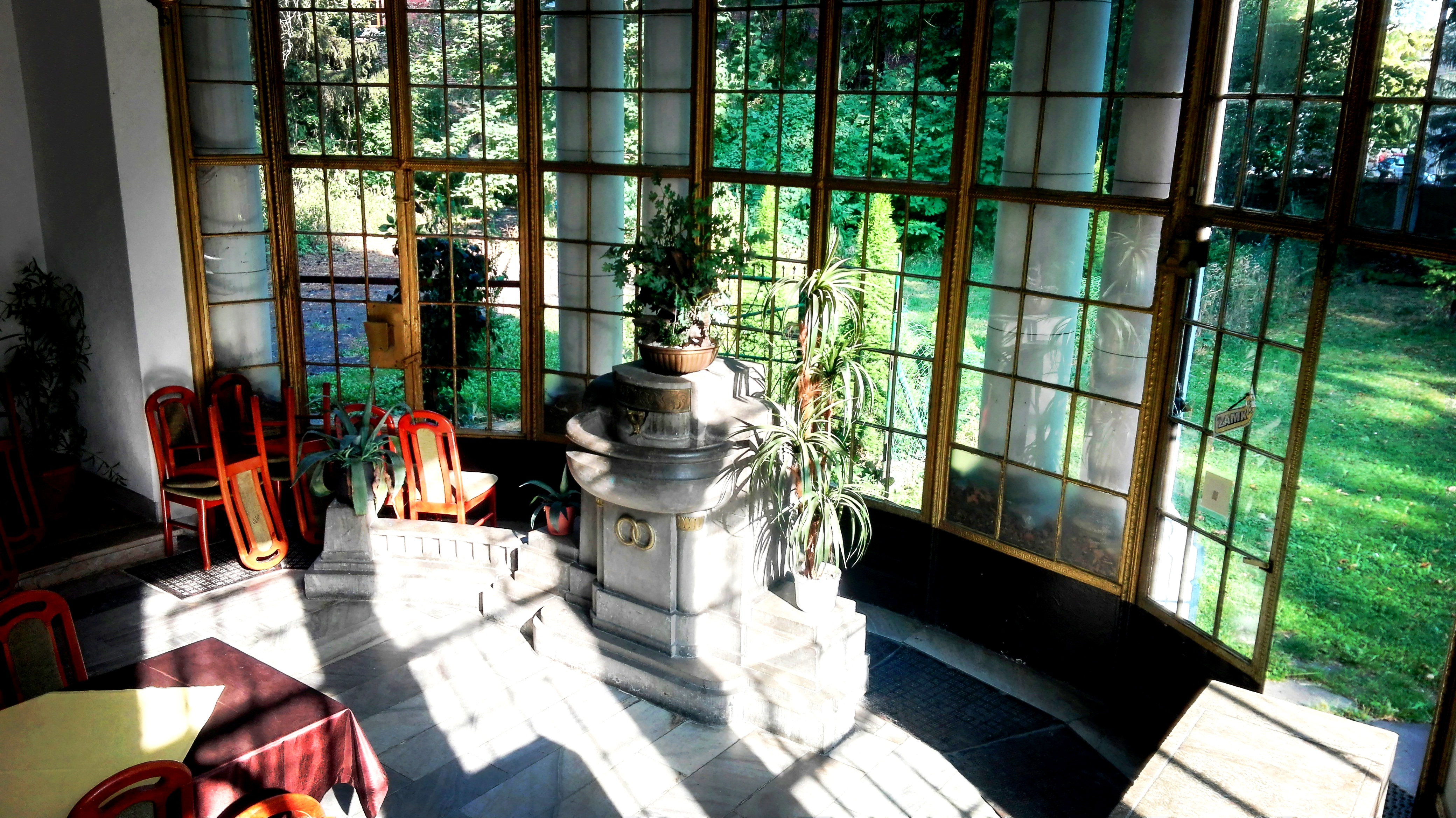
Wnętrze willi

Obiekt jest przykładem architektury secesyjnej z początku XX wieku. Posiada elementy charakterystyczne dla włoskich pałaców renesansowych. Od strony frontowej budynek został rozczłonkowany jońskimi kolumnami i ozdobiony dekoracją architektoniczną. W wyposażeniu wnętrza znalazły się sufity zdobione sztukateriami, boazeria o motywach okuciowych, mosiężne lampy gazowe, kominek z 1910 w salonie muzycznym, okalany ściennym malowidłem. Hol przy głównym wejściu oszklony, ze zdobioną fontanną.
Ogród przyległy do willi ma powierzchnię 50 arów. W przeszłości łączył się on z ogrodem willi Hermanna Fränkla (siedziba Prudnickiego Ośrodka Kultury).